# James Duane
James Duane (New York, 6 febbraio 1733 – Contea di Schenectady, 1º  febbraio 1797) è stato un politico statunitense, 44° sindaco di New York.